# Nickelodeon Kids' Choice Awards (Messico)
I Kids' Choice Awards México sono l'edizione messicana dei Nickelodeon Kids' Choice Awards.

## Storia
Il format messicano è la continuazione del Mis Premios Nick, programma del 2003 edito anch'esso da Nickelodeon America Latina. 
Nel giugno 2010 Viacom ha dato l'opportunità Nickelodeon America Latina di creare una propria versione dello show statunitense Kids' Choice Awards, dove venivano premiate le preferenze del pubblico messicano del canale di Nickelodeon. Per condurre la prima edizione del nuovo format messicano nel maggio corrente vengono indicati gli attori messicani Anahí e Omar Chaparro e viene scelta come luogo della premiazione il parco Six Flags Mexico, scelto in precedenza per i Mis Premios Nick. 
Nel corso delle varie edizioni oltre alle star messicane, si sono esibite anche star internazionali, tra cui i cantanti Justin Bieber, Pitbull e Katy Perry, i gruppi musicali One Direction e Fifth Harmony e parte del cast della sitcom statunitense ICarly.
Nel febbraio 2025 è risultato uno dei quattro eventi per cui è stata annunciata una pausa di un anno da Bruce Gillmer, produttore esecutivo della Paramount.

## Presentatori
| Anno | Data         | Presentatori                                        | Luogo              | Città             |
| ---- | ------------ | --------------------------------------------------- | ------------------ | ----------------- |
| 2010 | 4 Settembre  | Anahí e Omar Chaparro                               | Six Flags Mexico   | Città del Messico |
| 2011 | 3 Settembre  | Danna Paola e Brian Amadeus                         | Six Flags Mexico   | Città del Messico |
| 2012 | 1 Settembre  | Jaime Camil                                         | Pepsi Center WTC   | Città del Messico |
| 2013 | 31 Agosto    | Jaime Camil                                         | Pepsi Center WTC   | Città del Messico |
| 2014 | 20 Settembre | Roger González e Paty Cantú                         | Pepsi Center WTC   | Città del Messico |
| 2015 | 15 Agosto    | Mario Bautista e Maite Perroni                      | Auditorio Nacional | Città del Messico |
| 2016 | 20 Agosto    | Galilea Montijo e Sebastián Villalobos              | Auditorio Nacional | Città del Messico |
| 2017 | 19 Agosto    | Mario Bautista e Caelike                            | Auditorio Nacional | Città del Messico |
| 2018 | 18 Agosto    | Lesslie Polinesia, Karen Polinesia e Rafa Polinesio | Auditorio Nacional | Città del Messico |
| 2019 | 17 Agosto    | Jaime Camil e La Bala                               | Auditorio Nacional | Città del Messico |
| 2020 | 3 Novembre   | Camilo and Evaluna Montaner                         | Virtual Show       | Città del Messico |
| 2021 | 7 Settembre  | Bryan SKabeche, Eddy SKabeche e Fede Vigevani       | Virtual Show       | Città del Messico |
| 2022 | 30 Agosto    | Alex Hoyer, Danna Paola e Luis de la Rosa           | Auditorio Nacional | Città del Messico |
| 2023 | 29 Agosto    | Macarena Achaga e Juanpa Zurita                     | Auditorio Nacional | Città del Messico |

## Premi

### Televisione
- Personaggio maschile preferito di una serie
- Personaggio femminile preferito di una serie
- Personaggio maschile secondario preferito di una serie
- Personaggio femminile secondario preferito di una serie
- Cattivo preferito
- Personaggio maschile internazionale preferito di una serie
- Personaggio femminile internazionale preferito di una serie
- Programma preferito
- Programma internazionale preferito
- Caricatura preferita
- Conduttore preferito
- Reality show preferito
- Doppiatore preferito

### Musica
- Gruppo preferito
- Solista latino preferito
- Solista o gruppo internazionale preferito
- Canzone preferita

### Altro
- Film preferito
- Film d'animazione preferito
- Videogioco preferito
- Sportivo preferito
- Look preferito
- Frase preferita